# Микитюк Максим-Михайло Гнатович

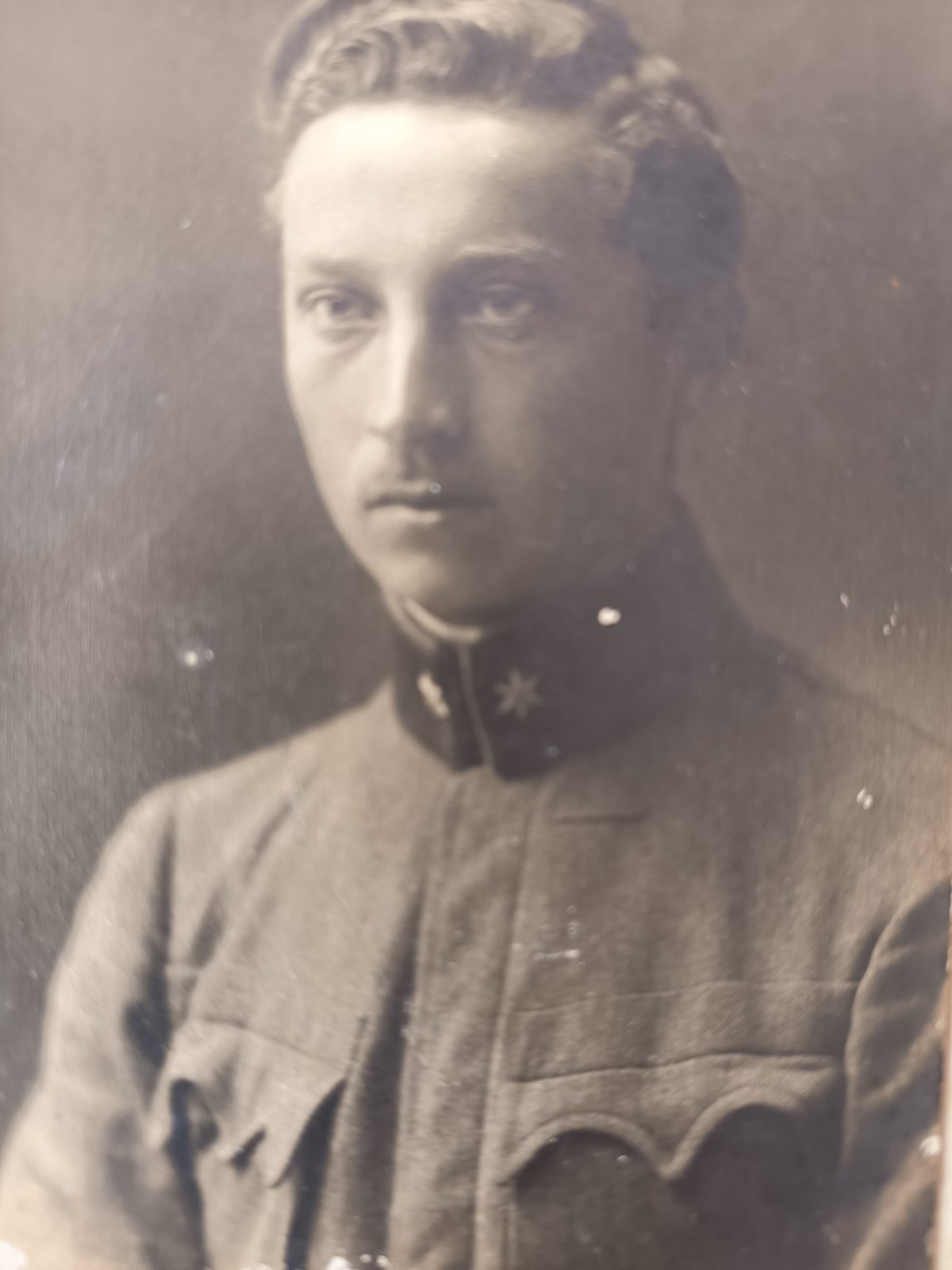
Максим Микитюк

Максим-Михайло Микитюк Гнатович (1885–1942) — учасник національно-визвольного руху, комендант коломийської міської поліції після проголошення Акту 30 червня 1941 року, співпрацював з ОУН. У лютому 1942 року розстріляний гестапо у Шепарівському лісі разом з  братом Петром та іншими членами ОУН.
Випускник Коломийської гімназії. Після служби в австрійській армії повернувся до Золочева під час Листопадових подій 1918 року. На початку грудня 1918 року, у співпраці з військовою окружною командою під керівництвом поручника Теодора Приймака, розпочав формування старшинської школи піхоти УГА.
Школа спочатку налічувала 35 курсантів, згодом — три чоти по 40 вояків. Більшість курсантів були підстаршинами австрійської армії та легіону Українських січових стрільців, інші — добровольці, переважно гімназисти. Заклад розташовувався у будинку польського спортивного товариства «Сокіл» (нині Будинок офіцерів на вул. Симона Петлюри). Формальним комендантом школи був сотник австрійської армії Франц Рімаль, фактичним керівником і командиром першої чоти — Максим Микитюк.

## Вшанування пам’яті
На честь братів Петра, Луки та Максима названо одну з вулиць Коломиї вул.Братів Микитюків.